# (4116) Elachi
(4116) Elachi est un astéroïde de la ceinture principale, de la famille de Hungaria.

## Description
(4116) Elachi est un astéroïde de la ceinture principale, de la famille de Hungaria. Il présente une orbite caractérisée par un demi-grand axe de 1,87 UA, une excentricité de 0,08 et une inclinaison de 24,1° par rapport à l'écliptique.

## Compléments